# ロイヤル・ジェイムズ (戦列艦・2代)
|          |                                      |
| 艦歴     |                                      |
| 建造:    | ポーツマス工廠                       |
| 進水:    | 1671年3月31日                        |
| その後:  | 1672年6月7日、ソールベイの海戦で戦没 |
| 性能諸元 |                                      |
| クラス:  | 1等戦列艦                            |
| 排水量:  | 1,416トン                            |
| 全長:    | 竜骨：132ft 6in（40.4m）             |
| 全幅:    | 45ft（14m）                          |
| 喫水:    | 18ft 5in（5.6m）                     |
| 機関:    | 帆走（3本マストシップ）              |
| 兵装:    | 各種口径の砲100門                    |

ロイヤル・ジェイムズ (HMS Royal James) はイギリス海軍の100門1等戦列艦。ポーツマス工廠でアンソニー・ディーンにより建造され、1671年に進水した。
ロイヤル・ジェイムズは翌1672年のソールベイの海戦にエドワード・モンタギューの旗艦として参戦した。この戦いでロイヤル・ジェイムズはオランダ海軍のDolfijn、Groot Hollandia、そして火船の攻撃を受けて炎上・沈没してしまった。

## 参加海戦
- 1672年6月7日 - ソールベイの海戦（リチャード・ハドック艦長）